# Кобылино (Московская область)
Кобы́лино — деревня в городском округе Шаховская Московской области, в 18 км от рабочего посёлка Шаховская. Расположена примерно посередине между деревнями Бухолово и Козлово.
В деревне 2 улицы, неподалёку находятся садоводческие товарищества «Рассвет», «Тополёк», «Николино».
Имеется продовольственный магазин.

## Население
| 1859 | 1926 | 2002 | 2006 | 2010 |
| ---- | ---- | ---- | ---- | ---- |
| 203  | ↘185 | ↘5   | ↗6   | ↗17  |

## Исторические сведения
На карте Московской губернии 1860 года Ф. Ф. Шуберта — Кобылья Грязь.

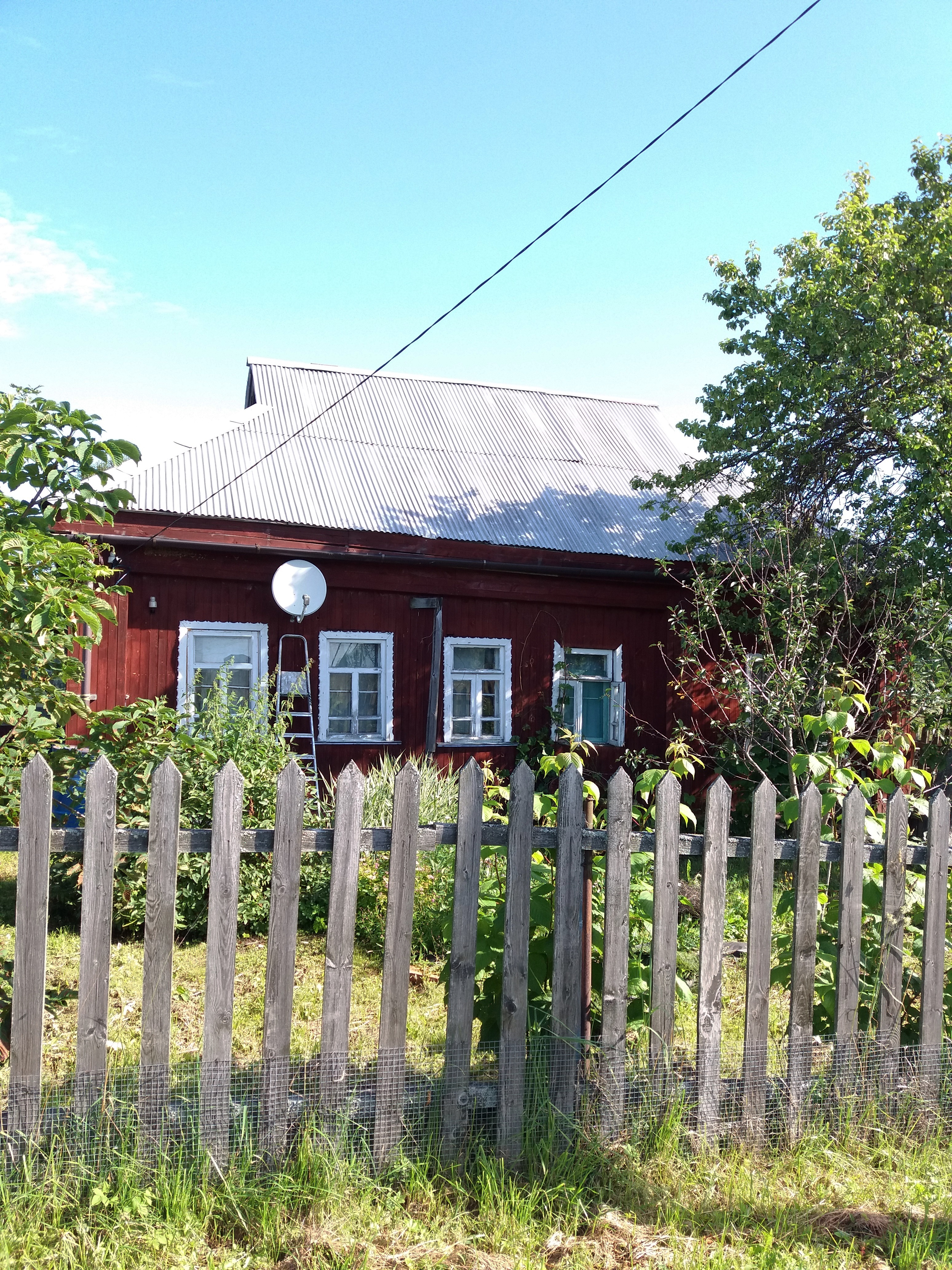
Старый деревянный дом в деревне Кобылино

В 1769 году Кобылья Грязь — деревня Хованского стана Волоколамского уезда Московской губернии, владение Коллегии экономии, ранее Левкиева монастыря. К владению относилось 73 десятины 1440 саженей пашни и 216 десятин 1651 сажень леса и сенного покоса, а также 2 десятины 30 саженей болот. В деревне 30 душ.
В середине XIX века деревня относилась к 1-му стану Волоколамского уезда и принадлежала Департаменту государственных имуществ. В деревне было 27 дворов, 90 душ мужского пола и 105 душ женского.
В «Списке населённых мест» 1862 года — казённая деревня 1-го стана Волоколамского уезда Московской губернии по правую сторону Московского тракта, шедшего от границы Зубцовского уезда на город Волоколамск, в 20 верстах от уездного города, при пруде, с 25 дворами и 203 жителями (86 мужчин, 117 женщин).
В 1886 году — 28 дворов, 200 жителей и полушерстяная фабрика.
По данным на 1890 год входила в состав Бухоловской волости Волоколамского уезда, число душ мужского пола составляло 86 человек.
В 1913 году — 36 дворов и земское училище.

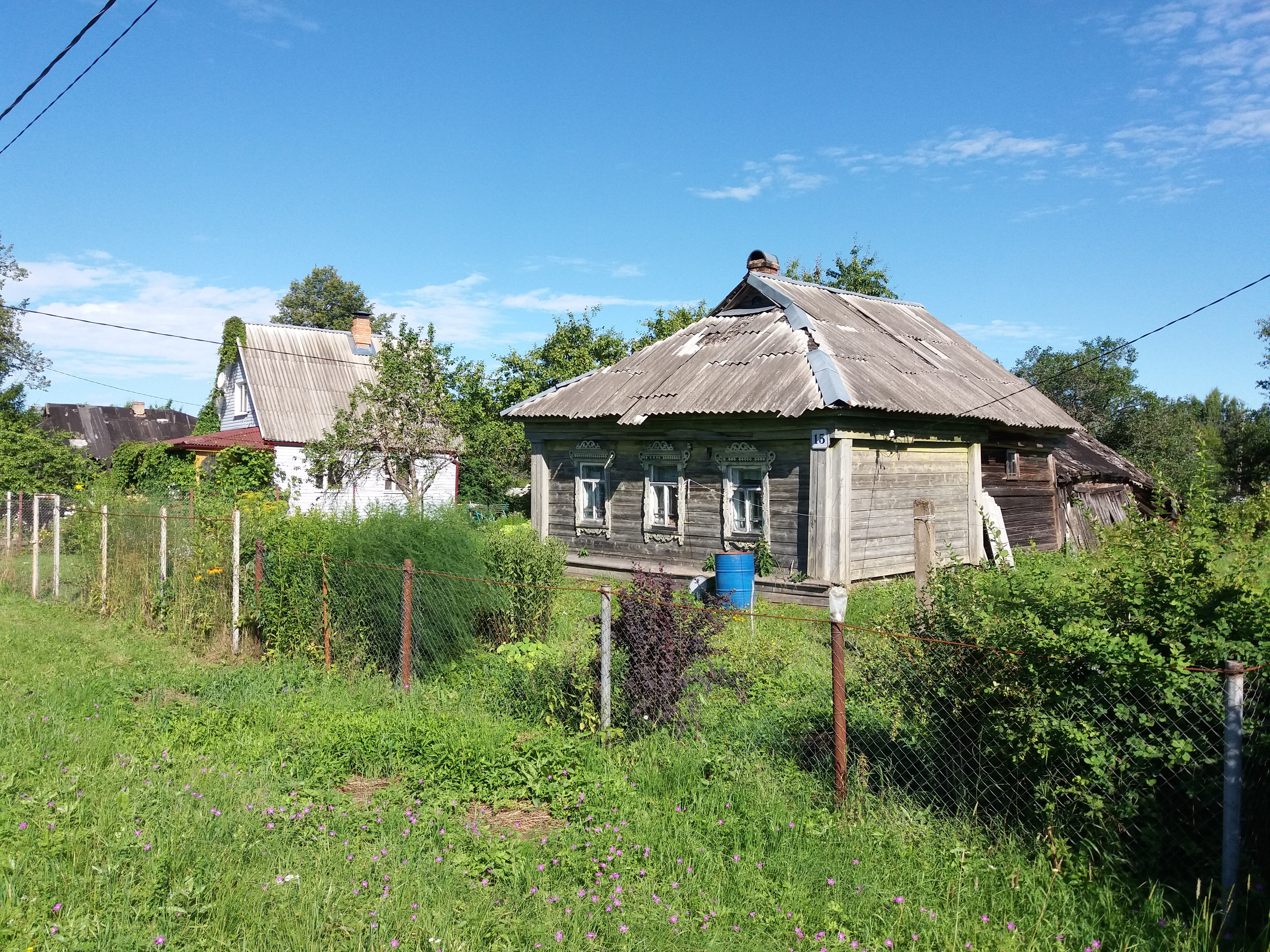
Старый деревянный дом в Кобылино

По материалам Всесоюзной переписи населения 1926 года — деревня Козловского сельсовета Бухоловской волости Волоколамского уезда, проживало 185 человек (77 мужчин, 108 женщин), насчитывалось 42 хозяйства (41 крестьянское), имелась школа. Рядом находился кирпичный завод, при котором проживало 6 человек (3 мужчины, 3 женщины).
С 1929 года — населённый пункт в Шаховском районе Московской области.
1994—2006 гг. — деревня Бухоловского сельского округа Шаховского района.
2006—2015 гг. — деревня сельского поселения Степаньковское Шаховского района.
2015 г. — н. в. — деревня городского округа Шаховская Московской области.

## Известные уроженцы
21 декабря 1924 года в деревне родился выдающийся советский учёный-физик, Герой Социалистического Труда В. К. Орлов.

## Транспорт
Неподалёку проходит автомагистраль «Балтия» М9 (в 10 километрах) и железнодорожная ветка (платформа Бухолово) Рижского направления МЖД.
Из посёлка Шаховская ходит автобус № 46.